# Süchbaataryn Jandschmaa

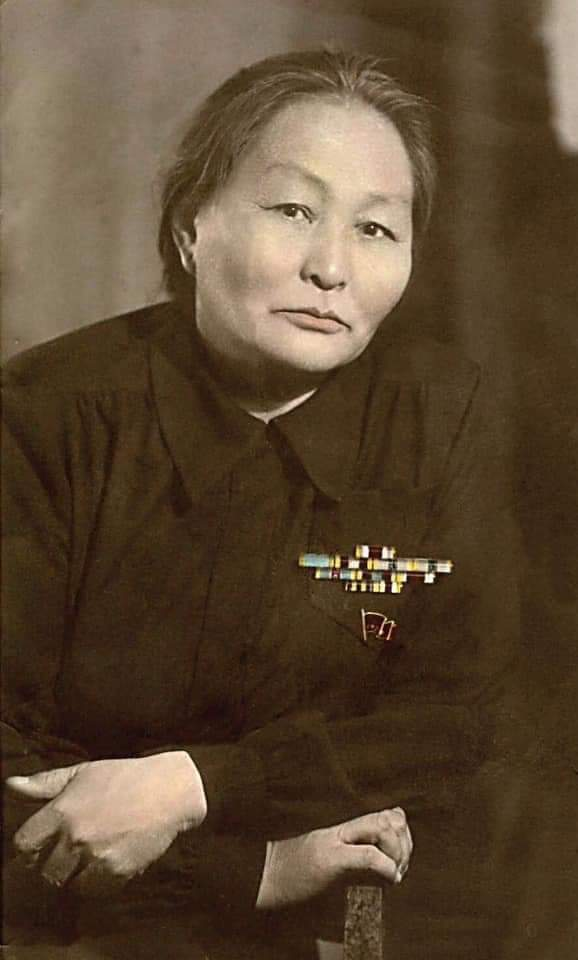
Süchbaataryn Jandschmaa

Süchbaataryn Jandschmaa (mongolisch Сүхбаатарын Янжмаа; ursprünglich Nemendejen Jandschmaa, Нэмэндэен Янжмаа) (* 1893; † 1963 in Ulaanbaatar) war eine Politikerin in der Mongolischen Volksrepublik.
Jandschmaa war Mitglied des Politbüros der Mongolischen Revolutionären Volkspartei von 1940 bis 1954, und Sekretär des Zentralkomitees von 1941 bis 1947. Sie war ein Mitglied des Präsidiums des Kleinen Chural (das Exekutivkomitee des Großen Chural, des Parlamentes) von 1940 bis 1950 und Mitglied des Großen Chural von 1950 bis 1962. Nach dem Tod von Gontschigiin Bumtsend übernahm sie die Rolle des Staatspräsidenten der Mongolischen Volksrepublik für die Übergangsperiode vom 23. September 1953 bis zum 7. Juli 1954.
Dadurch wurde sie die zweite Frau in der Rolle des Staatspräsidenten einer Republik, nach Chertek Antschimaa in der Tuwinischen Volksrepublik. Die nächste und populärste war dann Isabel Martínez de Perón in Argentinien ab 1974, die erste demokratisch gewählte Staatspräsidentin wurde Vigdís Finnbogadóttir 1980 in Island.

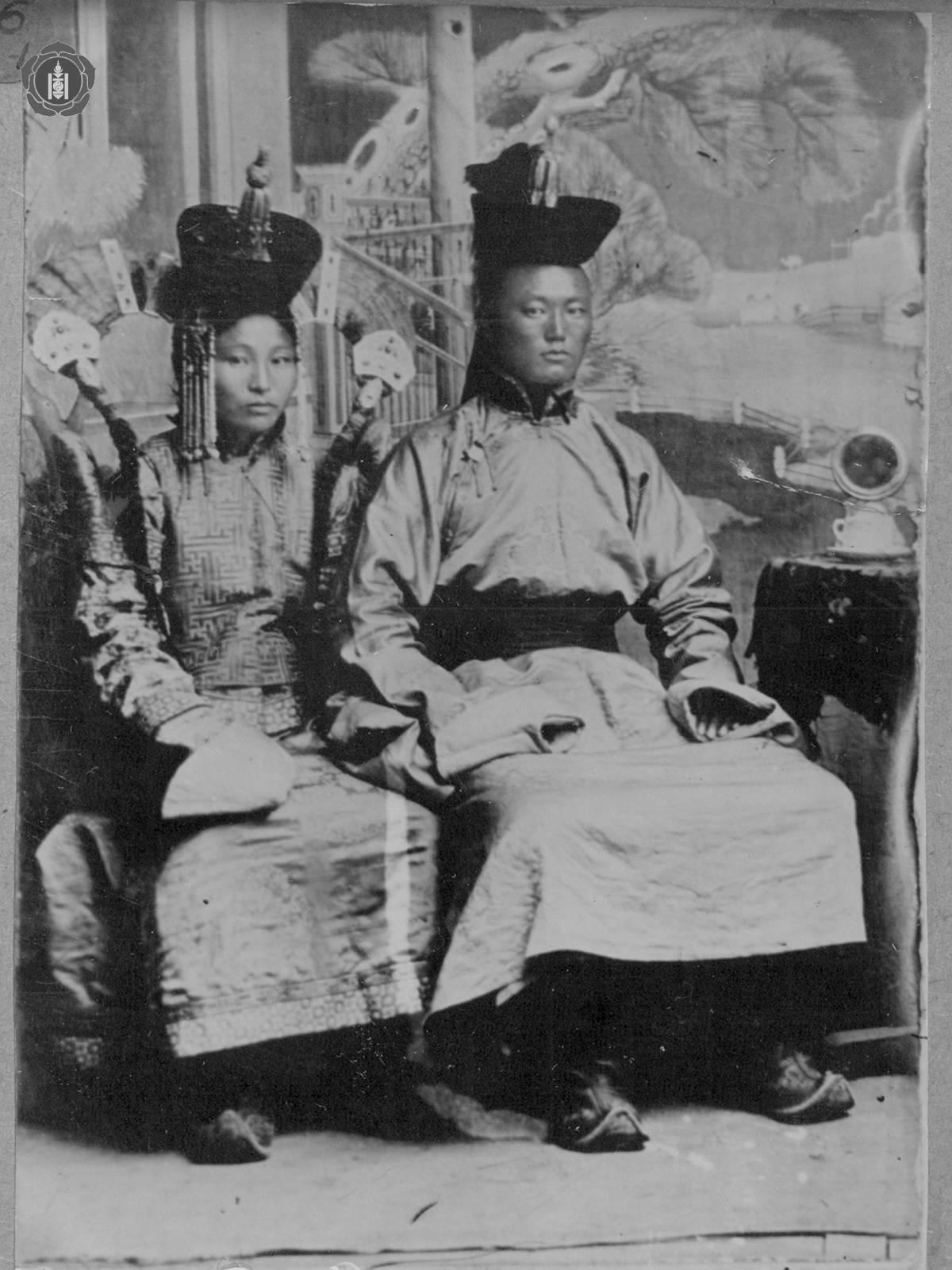
Jandschmaa und Damdin Süchbaatar (vor 1923)

Süchbaataryn Jandschmaa war die Witwe von Damdin Süchbaatar, welcher 1923 im Alter von nur 30 Jahren, als Nationalheld verehrt, starb. An Stelle des in der Mongolei normalerweise verwendeten Vaternamens (Nemendejen) nahm sie nach seinem Tod den Namen ihres verstorbenen Ehemannes an.
In der politischen Landschaft der Mongolei war die Politikerin eine Ausnahme. Das Land glich anderen kommunistischen Staaten, in denen trotz gegenteiliger Rhetorik die wirkliche Macht einer kleinen Gruppe von Männern vorbehalten war. Süchbaataryn Jandschmaa dagegen wurde eine der wichtigsten Führungsfiguren der Mongolischen Revolutionären Volkspartei.